# Jasione crispa subsp. crispa
Jasione crispa subsp. crispa é uma subespécie de planta com flor pertencente à família Campanulaceae. 
A autoridade científica da subespécie é (Pourr.) Samp., tendo sido publicada em Ann. Sci. Acad. Polytechn. Porto 14: 161 (1921).

## Portugal
Trata-se de uma subespécie presente no território português, nomeadamente em Portugal Continental.
Em termos de naturalidade é endémica da região atrás referida.

## Protecção
Não se encontra protegida por legislação portuguesa ou da Comunidade Europeia.